# Lucretia Love
Lucretia Love, nombre artístico de Lucretia Hickerson (Borger, 25 de marzo de 1941-Seychelles, 9 de enero de 2019), fue una actriz estadounidense que desarrolló su carrera en Italia.

## Biografía
Estuvo esencialmente activa en películas de género; trasladada a Italia, estuvo presente en una treintena de películas. Inicialmente actriz en papeles menores, también desempeñó papeles protagónicos. Se la recuerda principalmente por las películas Salvo D'Acquisto (1975) de Romolo Guerrieri y Un susurro en la oscuridad (1976) de Marcello Aliprandi, así como por diversas apariciones en dramas televisivos. Participó en la primera edición del programa de variedades Non stop.
Estuvo casada con el actor y productor Mauro Nicola Parenti.

## Filmografía
- Revenge of the Blood Beast (1966)
- Vete con Dios, gringo (1966)
- Amore all'italiana (1966)
- Una colt in pugno al diavolo (1967)
- Peggio per me... meglio per te (1967)
- Fenomenal e il tesoro di Tutankamen (1968)
- Zenabel (1969)
- Le calde notti di Don Giovanni(1971)
- DQuando gli uomini armarono la clava e... con le donne fecero din-don (1971)
- L'occhio del ragno (1971)
- Il diavolo a sette facce (1971)
- I due figli dei Trinità (1972)
- La bella Antonia, prima monica e poi dimonia (1972)
- Fuori uno... sotto un altro, arriva il Passatore (1973)
- Piazza pulita (1973)
- Le Amazzoni - Donne d'amore e di guerra (1973)
- La ragazza fuoristrada (1973)
- Diario di una vergine romana (1973)
- The Arena (1974)
- El asesino ha reservado nueve butacas (1974)
- Prostituzione (1974)
- Un fiocco nero per Deborah (1974)
- L'ossessa (1974)
- Salvo D'Acquisto (1974)
- Scandalo in famiglia (1976)
- La figliastra (Storia di corna e di passioni) (1976)
- Un susurro en la oscuridad (1976)
- Signore e signori, buonanotte (1976)
- Charleston (1977)
- Dr. Heckyl y Mr. Hype (1980)